# هوارد ديفيز (واثب حواجز)
هوارد ديفيز (بالإنجليزية: Howard Davies) هو واثب حواجز ‏ جنوب أفريقي، ولد في 28 نوفمبر 1906، وتوفي في 1 أكتوبر 1993.